# Hans Lang
Hans Lang   () va ser un compositor austríac de música lleugera i cançons vieneses.

## Biografia
Hans Lang va assistir a l'Acadèmia Comercial de Viena i va estudiar música amb Carl Lafite al "New Vienna Conservatory". Lang va ser membre del consell de supervisió d'Austro-Mechana i vicepresident de la cooperativa d'autors dramàtics i compositors. Va compondre la música incidental d'unes 25 comèdies com Hofrat Geiger, Fiakermilli i The Old Sinner.
Es va fer conegut sobretot per la seva música de cinema per a moltes pel·lícules locals dels anys 50 com The Hofrat Geiger, The Old Sinner, Hello Serviceman, Waiter, Pay! i The Fiakermilli. En un duet amb la seva parella Maria Andergast, Hans Lang també va cantar algunes de les seves pròpies cançons. Va escriure el guió de la pel·lícula Sharks of the Post-War Period (1925) i l'opereta Lisa, behave yourself! (Estrena el 21 de març de 1939 a Viena). En moltes peces va treballar amb els lletristas Erich Meder i Josef Petrak. Moltes de les seves cançons vieneses es van fer molt populars.
Amb el pseudònim de Lois Wurzinger, Lang també va compondre cançons populars com Abend am Almsee (lletra: Hanna Maria Drack) i Der Gamsbock (lletra: Karl Edelhofer = Erich Meder).
El 28 de gener de 1992, Hans Lang va morir als 83 anys a la seva ciutat natal de Viena. Descansa en una tomba honorífica al cementiri de Neustift. El 1996, el Hans-Lang-Weg de Viena-Donaustadt (22è districte) va rebre el seu nom.

## Obres escèniques
- The Court Lodge (opereta) (estrena el 28 de març de 1936, Scala de Viena)
- Lisa, porta't! (Estrena el 21 de març de 1939 a Viena)

## Cançons
- Wozu ist die Straße da
- Lach ein bissel, wein ein bissel
- Man muss warten können auf das Glück
- Liebe kleine Schaffnerin
- Der alte Herr Kanzleirat
- Wenn der Steffel wieder wird, so wie er war
- Mariandl
- Du bist die Rose vom Wörthersee
- Alles made in Austria
- In Wien, da bleibt die Zeit ein bisserl stehn
- Stell dir vor, es geht das Licht aus
- Wenn ich mit meinem Dackel
- Wann i blau bin-siecht mei Alte "Rot"
- Aus Urfahr war mein Vorfahr (= Im Tröpferlbad = In der Straßenbahn)
- Wir sind Straßenkameraden
- Das Wiener Wetter
- Der alte Sünder
- Meine Rosa ist aus Böhmen
- Der alte Specht
- I riech an Wein
- Der Herr Torero
- Der Wurschtl
- Abend am Almsee
- Bauernrumba
- Bauernsamba
- Jetzt ist es still
- Jede Zeit
- Sommersprossen
- Mäuse im Klavier
- Ein Glaserl Wein
- Liebes Christkindl

## Música de cinema
| - 1936: Lumpacivagabundus - 1938: Spiegel des Lebens - 1938: Der Hampelmann - 1939: Hurra! Ich bin Papa! - 1939: Das jüngste Gericht - 1947: Der Hofrat Geiger - 1948: Der Herr Kanzleirat - 1950: Auf der Alm, da gibt’s koa Sünd - 1951: Der alte Sünder - 1951: Zwei in einem Auto - 1951: Hallo Dienstmann - 1951: Eva erbt das Paradies - 1952: Knall und Fall als Hochstapler - 1952: Du bist die Rose vom Wörthersee - 1952: Der Obersteiger - 1952: Der Mann in der Wanne - 1953: Fiakermilli – Liebling von Wien - 1953: Straßenserenade - 1953: Knall und Fall als Detektive - 1953: Kaiserwalzer | - 1954: Kaisermanöver - 1955: Die Wirtin zur Goldenen Krone - 1956: Liebe, Schnee und Sonnenschein - 1956: Lumpazivagabundus - 1956: Verlobung am Wolfgangsee - 1956: Lügen haben hübsche Beine - 1956: Wenn Poldi ins Manöver zieht (Manöverzwilling) - 1956: Kaiserball - 1956: Kaiserjäger - 1956: Husarenmanöver - 1957: Ober, zahlen! - 1957: Heiratskandidaten - 1957: Heimweh … dort, wo die Blumen blühn - 1957: Die Lindenwirtin vom Donaustrand - 1957: Wien, du Stadt meiner Träume - 1958: Immer die Radfahrer - 1958: Hallo Taxi - 1958: Man ist nur zweimal jung - 1961: Mariandl - 1962: Mariandls Heimkehr |